# Il bevitore di assenzio
Il bevitore d'assenzio (Le Buveur d'absinthe) è un dipinto a olio su tela (180,5×105,6 cm) del pittore francese Édouard Manet, realizzato nel 1858-1859 e conservato alla Ny Carlsberg Glyptotek di Copenaghen.

## Descrizione
Insofferente ai canoni accademici promossi dal maestro Thomas Couture, con Il bevitore di assenzio Manet ripudia i soggetti storici e sceglie di raffigurare polemicamente un antieroe, come l'alcolizzato Collardet, noto chiffonnier che frequentava l'area circostante il Louvre. Il dipinto, impostato prevalentemente su toni neri, grigi, gialli spenti e soprattutto marroni, raffigura il disgraziato Collardet in piedi, abbigliato con un cilindro e un'ampia mantella e appoggiato a un rialzo murario, sul quale compare il bicchiere contenente assenzio (liquore amaro di colore verdognolo, oggi illegale, fortemente alcolico e poco costoso).
L'uomo è imprigionato in uno spazio squallido e angusto, che Manet descrive impietosamente. Nonostante alcune incertezze nella costruzione della figura, il pittore qui mostra di aver assimilato e interiorizzato la lezione di Gustave Courbet, pittore realista il cui rivoluzionario programma prevedeva di «esprimere i costumi, le idee, l'aspetto del mio tempo, secondo il mio giudizio; in una parola, fare dell'arte viva». La misera figura del bevitore d'assenzio non sta infatti appoggiata all'anca come suggeriva il maestro Couture, bensì è completamente priva d'idealizzazioni estetizzanti e, anzi, dispone le gambe in modo bizzarro, trasmettendo così un'intensa sensazione di malessere.
Prima di completare Il bevitore di assenzio, Manet decise innanzitutto di presentarla al suo vecchio maestro Couture che, inorridito dall'opera dell'allievo, sentenziò: «Un bevitore d'assenzio! E dipingono abomini come questo! Mio povero amico, sei tu il bevitore d'assenzio. Sei tu che hai completamente perso il tuo senso morale». Neanche il parere dei giudici del Salon, esposizione presso la quale l'opera fu inviata nel 1859, si discostò da quello espresso da Coutoure: l'opera fu infatti respinta all'unanimità, e fu sostenuta solo dall'ormai anziano Eugène Delacroix. L'opera, venduta al cantante d'opera Jean-Baptiste Faure nel 1906, dal 1914 giunse nelle collezioni della Ny Carlsberg Glyptotek di Copenaghen, in Danimarca, trovando così la sua collocazione definitiva.